# Габриэль Юзбаши
Габриэль Юзбаши или Габриел Гегамов (XVIII век) — правитель Гырхбулагского магала. В 1780-х годах вместе с меликом Абраамом обратился к Екатерине II и князю Потёмкину за помощью для освобождения от персидского гнёта. В 1804 году по призыву генерала Цицианова переселился в Грузию и был возведён со всем родом Гегамянов в дворянское достоинство.

## Биография
Мелики Гегамяны были известны с XVII века, их представители два брата Габриэль и Оганес Гегамяны с титулами юзбаши во время прихода российских войск на Кавказ в 1804 году под командованием генерала Цицианова нашли своё убежище в Эриванской крепости. Позже известно что Габриэль и его сын Барсег вместе с 250-ю армянскими семьями бежали в село Каракилисе в область Памбаки под покровительство русских. В 1806 году подал Александру I прошение о принятии их в русское подданство с предоставлением права дворянства. В 1807 году были признаны дворянами Российской империи, взяли фамилию Гегамовы и получили землю в Памбаки между деревнями Бекант и Аламлы.
Однако не пожелав оставаться в Памбаки, Гегамовы, получив разрешение от генерала И.В. Гудовича,  переехали в Гянджу (на тот момент Елизаветпольскую губернию).